# Emozamia licina
Emozamia licina is een slakkensoort uit de familie van de Muricidae. De wetenschappelijke naam van de soort is voor het eerst geldig gepubliceerd in 1906 door Hedley & Petterd.